# Villa (Viljandi)
Villa – wieś w Estonii, w prowincji Viljandi, w gminie Tarvastu.